# Jochen Kirchhoff (Philosoph)

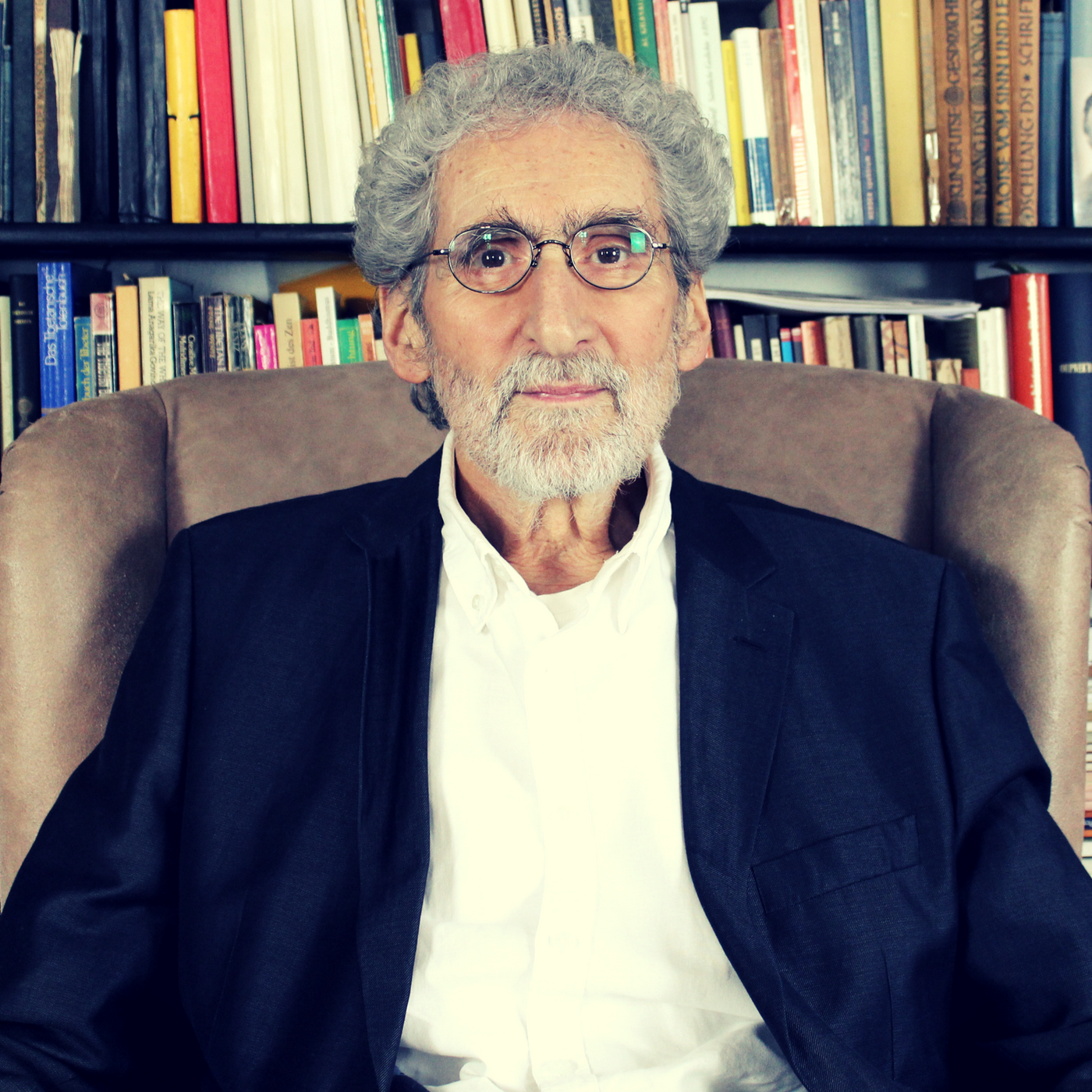
Jochen Kirchhoff (2018)

Jochen Kirchhoff (* 2. August 1944 in Torgau) ist ein deutscher Autor mit dem Schwerpunkt Naturphilosophie.

## Leben
Nach dem Abitur im Jahr 1963 studierte Jochen Kirchhoff Geschichte, Philosophie und Germanistik in Erlangen und Berlin. Nach mehreren Jahren im Schuldienst war er unter anderem von 1992 bis 2005 an der Berliner Lessing-Hochschule als Dozent tätig. Von 1991 bis 2002 lehrte er, angestoßen durch Rudolf Bahro, Naturphilosophie an der Humboldt-Universität zu Berlin.
Kirchhoff wendet sich gegen das Weltbild der Naturwissenschaften. Er beschäftigte sich in mehreren Publikationen mit dem Denken von Giordano Bruno. In seinem 1999 erschienenen Buch Räume, Dimensionen, Weltmodelle. Impulse für eine andere Naturwissenschaft beschreibt er die möglichen Auswirkungen von Brunos Weltmodell auf die heutige Kosmologie. Kirchhoff vertritt einen Denkansatz, den er als „integrale Tiefenökologie“ bezeichnet.
Neben Büchern schrieb er Artikel und Essays in Zeitschriften wie Sterne und Weltraum, Der Spiegel, raum & zeit und im Jahrbuch Aufgang.

## Schriften (Auswahl)
- Giordano Bruno in Selbstzeugnissen und Bilddokumenten. Rowohlts Monographien 285, Reinbek 1980, ISBN 3-499-50285-2, 7. Aufl. 2003.[6]
- Friedrich Wilhelm Joseph von Schelling in Selbstzeugnissen und Bilddokumenten. Rowohlts Monographien 308, Reinbek 1982, ISBN 3-499-50308-5, 3. Aufl. 1994.
- Nikolaus Kopernikus mit Selbstzeugnissen und Bilddokumenten. Rowohlts Monographien 347, Reinbek 1985, ISBN 3-499-50347-6, 4. Aufl. 2000.
- Klang und Verwandlung. Klassische Musik als Weg der Bewusstseinsentwicklung. Kösel, München 1989; Drachen Verlag, Klein Jasedow 2010, ISBN 978-3-927369-47-4.
- Nietzsche, Hitler und die Deutschen. Vom unerlösten Schatten des Dritten Reiches. Vorwort von Rudolf Bahro. Edition Dionysos, Berlin 1990, ISBN 3-9802157-1-7.
- Was die Erde will. Mensch, Kosmos, Tiefenökologie. Lübbe, Bergisch Gladbach 1998; Drachen Verlag, Klein Jasedow 2009, ISBN 978-3-927369-37-5.
- Räume, Dimensionen, Weltmodelle. Impulse für eine andere Naturwissenschaft. Diederichs, München 1999; Drachen Verlag, Klein Jasedow 2007, ISBN 978-3-927369-17-7.
- Die Anderswelt. Eine Annäherung an die Wirklichkeit. Drachen Verlag, Klein Jasedow 2002, ISBN 3-927369-07-1.
- Die Erlösung der Natur. Impulse für ein kosmisches Menschenbild. Drachen Verlag, Klein Jasedow 2004, ISBN 3-927369-11-X.
- Das kosmische Band. Natur, Erde, Kosmos und die Anderswelt. Der Mensch und seine Bedeutung für das Ganze. Drachen Verlag, Klein Jasedow 2010, ISBN 978-3-927369-53-5.
- Zum Problem der Erkenntnis bei Nietzsche. In: Nietzsche-Studien. Internationales Jahrbuch der Nietzsche Forschung. Hrsg. Mazzino Montinari, Wolfgang Müller-Lauter, Heinz Wenzel, Band 6 1977, Walter de Gruyter, Berlin, New York S. 16–44